# Альберт Хмельовський
А́дам Гіла́рій Бе́рнард Хмельо́вський (Святий брат Альберт) (пол. Adam Hilary Bernard Chmielowski, święty Brat Albert, 20 серпня, 1845, Іґоломія, Царство Польське, Російська імперія — 25 грудня, 1916, Краків, Австро-Угорщина) — католицький святий, засновник ордену Альбертинців.

## Біографія

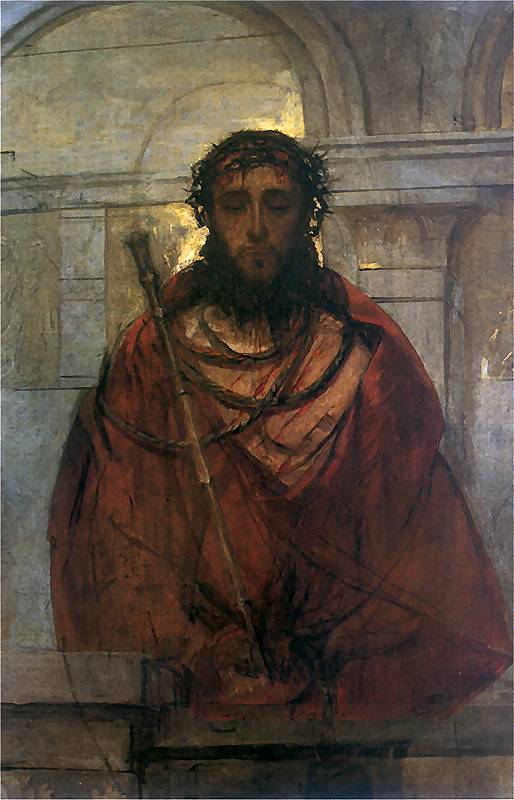
Це людина / Ecce Homo, 1880, Адам Хмельовський.

### Початок життя
Народився в шляхетній родині Войцеха Хмельовського та Юзефи Божиславської, де був найстаршим сином. Мав молодших брата та двох сестер. Його батько помер 25 серпня 1853 року. Два роки потому Адам Хмельовський отримує урядову стипендію та відбуває на навчання до Санкт-Петербургу, де студіює сільське господарство задля керування родинним маєтком.
28 серпня 1859 року помирає його мати, після чого до опіки над Адамом та іншими дітьми долучається сестра батька — Петронеля Хмельовська. В цей період юний Адам починає займатися підпільною діяльністю, а в 1863 році бере участь в Січневому повстанні. В вересні цього ж року в битві під Ченстоховою він отримує важке поранення в ногу і потрапляє у полон, де йому у примітивних умовах (без анестезії) ампутують уражену кінцівку. В 1864 році за сприяння родини втікає з полону і відбуває до Парижу, де отримує якісне лікування і протез. В 1865 році повертається до Варшави.

### Художня творчість
Ставши інвалідом, відбуває до Мюнхена і починає навчання в Академії витончених мистецтв. Тут він знайомиться з відомими польськими художниками того часу, сам багато малює, в тому числі і перші роботи на релігійні теми. Найвідоміша картина майстра Ecce Homo зараз прикрашає вівтар каплиці сестер-альбертинок у Кракові. Загалом творчий доробок Адама Хмельовского становить 61 полотно олією, 22 акварелі та 15 малюнків.
Його зацікавлення політикою і мистецтвом сприяло гострому усвідомленню людської біди навколо нього. Маючи ласкаву та співчутливу душу, він відчував покликання допомогти тим, хто мав потребу. Після років роздумів він зрозумів, що це бажання було сповненням шляху, на який його покликав Бог.

### Чернечий шлях
24 вересня 1880 року він вступає в орден єзуїтів, проте після нервового зриву і депресії знаходить душевний спокій лише у ордені Св. Франциска Асизького. З 1884 року, покинувши малювання, він починає жити у Кракові, де допомагає жебракам, пиякам та безхатькам. У 1887 році він заснував Третій Орден Святого Франциска — Служителів Бідних, відомих як Альбертинці (за його чернечим іменем) або Сірі Брати, через їхні грубі сірі вбрання. У 1891 році він заснував жіночу конгрегацію ордену (Сірі Сестри). Альбертинці організовували харчування і нічліг для бідних і бездомних. Альберт проповідував, що великою бідою нашого часу було те, що так багато людей відмовлялося побачити і добровільно полегшити страждання їхніх нещасних братів та сестер. Заможні жили на віддалі від незаможних, щоби їх проігнорувати та залишити турботу про них іншим.
Наприкінці XIX — початку XX століть осередки ордену діяли у Львові, Таронві й Замості.
В останні роки життя брат Альберт страждав на рак шлунку. Він відійшов з цього світу 25 грудня 1916 року в роздумах про святість.

## Поклоніння
Останки брата Альберта були ексгумовані двічі — у 1932 та 1949 роках. 22 червня 1983 року Папа Іван Павло II проголосив Альберта Хмельовського блаженним, а 12 листопада 1989 року на Площі святого Петра у Римі зарахував його до лику святих. Частки мощей святого зберігаються під вівтарем Санктуарію Ecce Homo в Кракові.
День пам'яті припадає на 17 червня. Святий Альберт Хмельовський вважається покровителєм Сосновецької єпархії та опікуном майже десятка дитячих виховних закладів у Польщі. В Україні невеликий чернечий осередок братів-альбертинців діє у Запоріжжі при Санктуарії Бога Отця Милосердного.

## Цікаві факти
Картина художника Адама Хмельовського, яка присвячена вулиці на Поділлі:
«ULICA W PODOLSKIM MIASTECZKU»

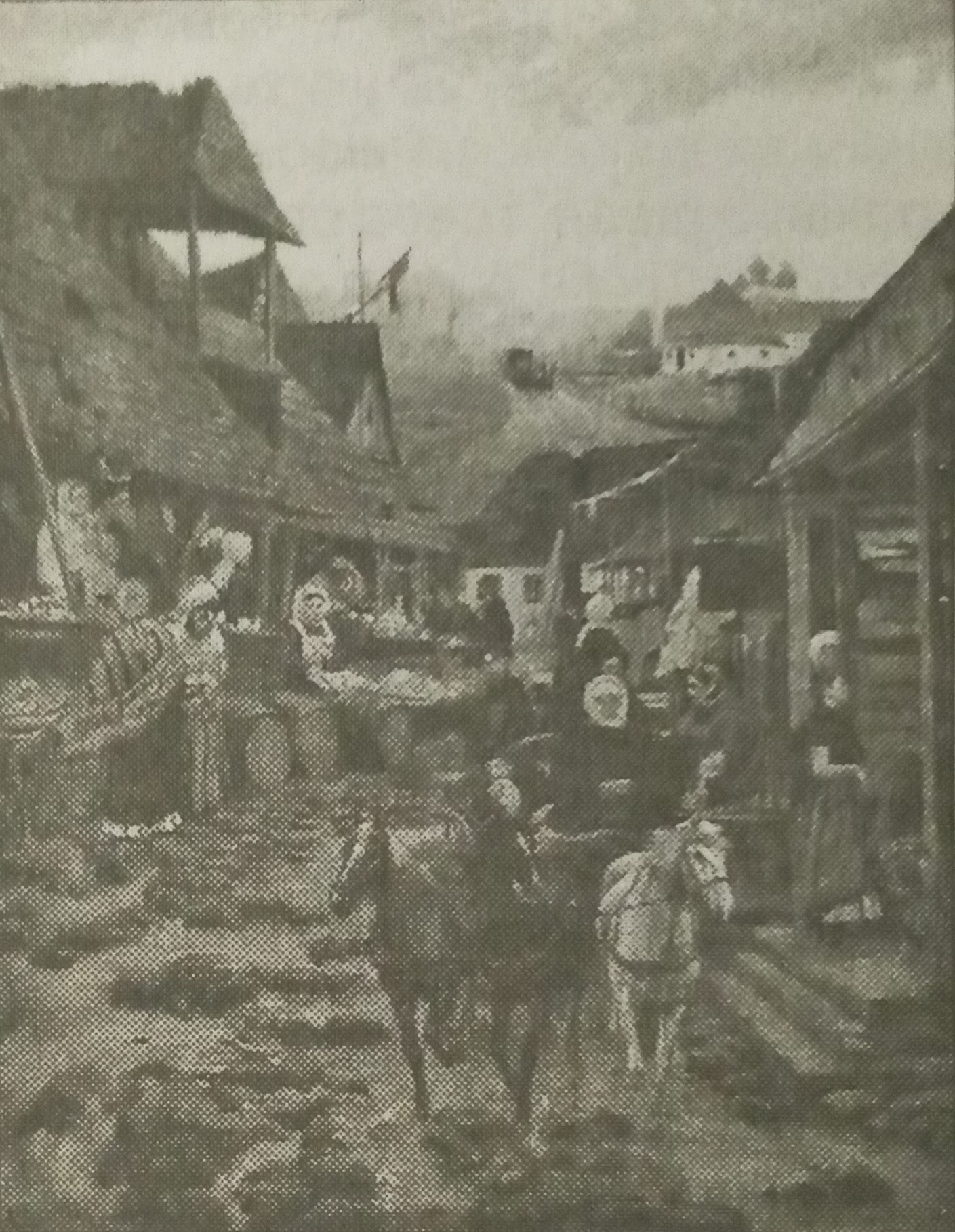

1949 року Папа Іван Павло ІІ написав п'єсу про святого Альберта, яка була добре сприйнята критиками. В 1997 році по її мотивах зняли фільм «Брат Нашого Господа».
Святий Альберт був духовним вчителем блаженної Марії Бернардини Яблоньської.

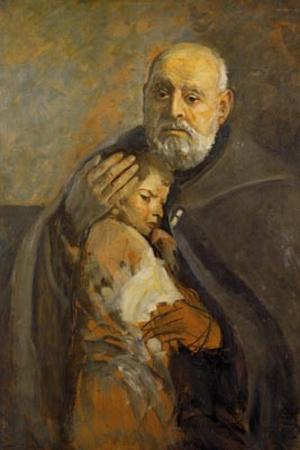
Брат Альберт, 1902, Леон Вичулківський
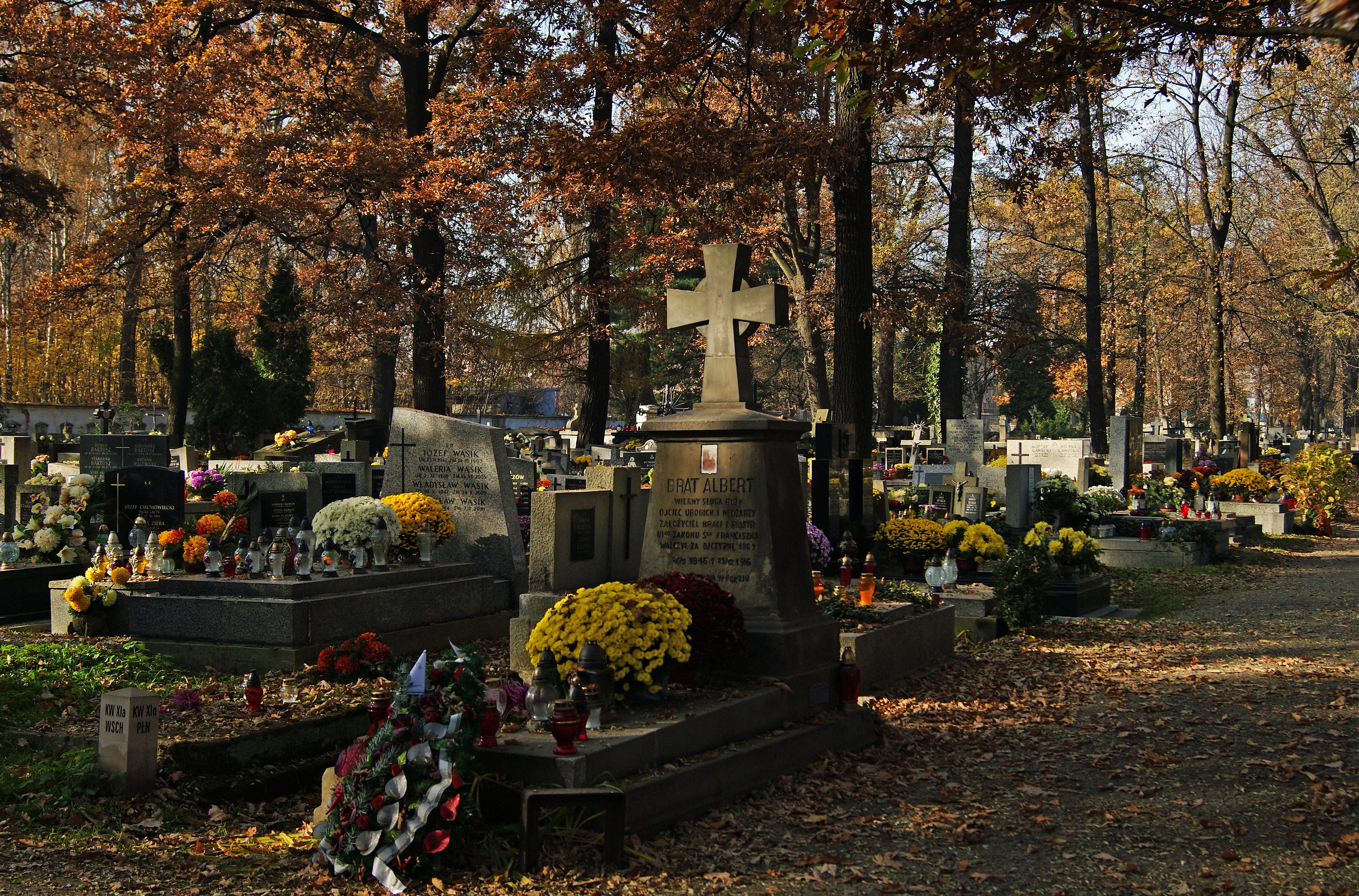
Поховання брата Альберта в Кракові